# Хемиосмос
Хемиосмос — биохимический механизм, с помощью которого осуществляется превращение энергии цепи переноса электронов в энергию АТФ. Включает изменение электрохимического потенциала клеточной мембраны.
Центральный постулат хемиосмотической гипотезы Митчелла гласит, что электронпереносящие цепи митохондрий, хлоропластов и бактерий сопряжены с системой синтеза АТФ через разность электрохимических потенциалов протонов на сопрягающих мембранах. Электрохимический потенциал протонов служит термодинамической мерой того, насколько градиент протонов через мембрану далёк от равновесия. Перенос электронов и синтез АТФ сопряжены с работой двух различных обратимых протонных помп. При переносе электронов образуется разность потенциалов, которая затем используется для обращения протонной помпы, гидролизующей АТФ (АТФ-синтаза), то есть для синтеза АТФ.
Просматривается аналогия между электрической цепью и протонным циклом. В обоих случаях имеются генераторы потенциала (батарея и дыхательная цепь), а также потенциал (разность электрических потенциалов и разность электрохимических потенциалов протонов), который измеряется в вольтах. И в том и в другом случае потенциал можно использовать для совершения работы (свет лампы и синтез АТФ). Обе цепи могут быть замкнуты накоротко. Скорости химических реакций как в батарее, так и в дыхательной цепи тесно связаны с током электронов и протонов в остальной части цепи, а он в свою очередь зависит от сопротивления в этой части цепи. При увеличении тока потенциал в обеих цепях падает.

## Хемиосмотическая теория
Питер Д. Митчелл предложил хемиосмотическую гипотезу в 1961 году.

## Протон-движущая сила
Движение ионов через мембрану зависит от комбинации двух факторов: 
- диффузионной силой, которая обусловлена градиентом концентрации (химическим градиентом или разницей концентраций) — все частицы имеют тенденцию диффундировать из области с более высокой концентрацией в область с более низкой концентрацией.
- электростатической силы, вызванной градиентом электрических потенциалов — катионами, такими как протоны Н+, как правило, они имеют тенденцию диффундировать вниз по электрическому потенциалу, в то время, как анионы диффундируют в противоположном направлении.

Эти два градиента, взятые вместе, могут быть выражены в виде электрохимического градиента, по уравнению:
{\displaystyle \Delta G=RTln(C_{2}/C_{1})+zFE}.

### Уравнения процесса
Протон-движущая сила происходит от свободной энергии Гиббса по уравнению:
{\displaystyle \Delta G=-mF\Delta \psi +2,3RT\lg \left({[X^{m^{+}}]_{B} \over [X^{m^{+}}]_{A}}\right)}
ΔG является изменением свободной энергии Гиббса (кДж/Кмоль), при передаче 1 моль катионов Xm+ от фазы А к фазе B вниз по электрическому потенциалу,  Δψ есть разность электрических потенциалов (электрический градиент или ЭДС) (мВ) между фазами + и - (A и B), [Xm+]A и [Xm+]B — концентрации катионов на противоположных сторонах мембраны (химический градиент), F — постоянная Фарадея, R — универсальная газовая постоянная.
Изменение свободной энергии Гиббса здесь выражается также часто, как электрохимический градиент ионов ΔμXm+:
{\displaystyle \Delta \mu _{Xm^{+}}=\Delta G}
В случае электрохимического протонного градиента уравнение можно упростить:
{\displaystyle \Delta \mu _{H^{+}}=-F\Delta \psi +2,3RT\Delta pH},
где
{\displaystyle \Delta pH=pH_{A}-pH_{B}}
соответственно pH (+) фазы и pH (-) фазы.

## В митохондриях

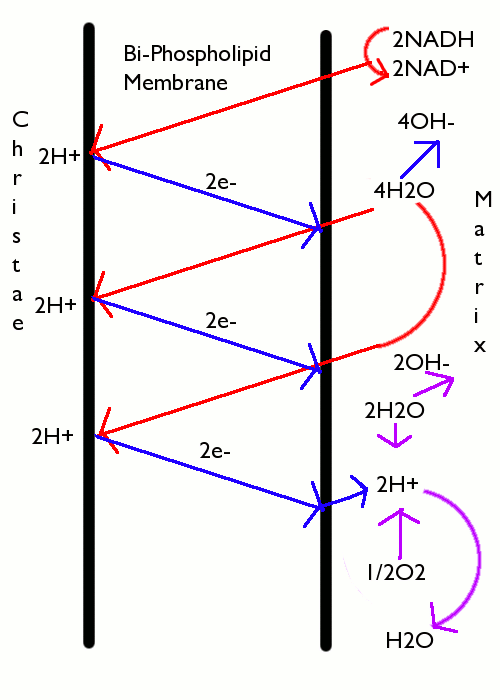
Схематическое изображение хемиосмотического фосфорилирования.
На рисунке слева — кристы, справа — матрикс митохондрий.

Известно, что через мембрану митохондрии могут свободно проникать только небольшие незаряженные молекулы, а также гидрофобные молекулы. Энергия, которая выделяется при переносе электронов по цепи МтО, приводит к переносу протонов (Н+) из матрикса митохондрии в межмембранное пространство. Поэтому на внутренней мембране митохондрий образуется градиент концентраций протонов: в межмембранном пространстве Н+ становится много, а в матриксе остается мало. Образуется разность потенциалов 0,14В —наружная часть мембраны заряжена положительно, а внутренняя — отрицательно. Накопившиеся в межмембранном пространстве Н+ стремятся выйти обратно в матрикс по градиенту их концентраций, но митохондриальная мембрана для них непроницаема. Единственный обратный путь в матрикс для протонов — через протонный канал фермента АТФ-синтетазы, которая интегрирован во внутреннюю мембрану митохондрий. При движении протонов по этому каналу в матрикс их энергия используется АТФ-синтазой для синтеза АТФ. Синтезируется АТФ в матриксе митохондрий.